# Lee Mi-ja
Lee Mi-ja (이미자?; 6 settembre 1963) è un'ex cestista sudcoreana.

## Carriera
Con la Corea del Sud ha disputato le Olimpiadi del 1984 e i Campionati del mondo del 1986.